# 17 mars aux Jeux paralympiques d'hiver de 2018
Le samedi 17 mars aux Jeux paralympiques d'hiver de 2018 est le huitième jour de compétition.

## Programme
| Heure UTC+9 (Pyeongchang)                     |               |
| bleu                                          | Cérémonie     |
| neutre                                        | Épreuve       |
| or                                            | Finale        |
| orange                                        | Petite finale |
| rose                                          | Reporté       |
| gris                                          | Annulé        |
| Compétition masculine                         | Hommes        |
| Compétition féminine                          | Femmes        |
| Compétition mixte (hommes et femmes mélangés) | Mixte         |
| Compétition en couple (1 homme et 1 femme)    | Couple        |
| modifier                                      |               |

L'heure indiquée est celle de Pyeongchang, pour l'heure française il faut enlever 8 heures.
| Horaire | Discipline Spécialité | Discipline Spécialité               | Discipline Spécialité | Phase         | Résultats                                                  | Références |
| 09:30   |                       | Ski alpin Slalom malvoyants         |                       | 1re manche    | -                                                          |            |
| 09:35   |                       | Curling                             |                       | Petite finale | 3 - 5                                                      |            |
| 10:00   |                       | Ski de fond 10 km libre malvoyants  |                       | Finale        | Brian McKeever · Jake Adicoff · Yury Holub                 |            |
| 10:15   |                       | Ski de fond 10 km libre debout      |                       | Finale        | Yoshihiro Nitta · Grygorii Vovchynskyi · Mark Arendz       |            |
| 10:30   |                       | Ski alpin Slalom debout             |                       | 1re manche    | -                                                          |            |
| 11:30   |                       | Ski alpin Slalom assis              |                       | 1re manche    | -                                                          |            |
| 11:45   |                       | Ski de fond 7,5 km libre debout     |                       | Finale        | Natalie Wilkie · Iekaterina Roumiantseva · Emily Young     |            |
| 11:55   |                       | Ski de fond 7,5 km libre malvoyants |                       | Finale        | Sviatlana Sakhanenka · Mikhalina Lyssova · Carina Edlinger |            |
| 12:00   |                       | Hockey sur luge                     |                       | Petite finale | 1 - 0                                                      |            |
| 12:40   |                       | Ski de fond 7,5 km assis            |                       | Finale        | Sin Eui-hyun · Daniel Cnossen · Maksym Yarovyi             |            |
| 12:55   |                       | Ski de fond 5 km assis              |                       | Finale        | Oksana Masters · Andrea Eskau · Marta Zaïnoullina          |            |
| 14:00   |                       | Ski alpin Slalom malvoyants         |                       | 2e manche     | Giacomo Bertagnolli · Jakub Krako · Valerii Redkozubov     |            |
| 14:22   |                       | Ski alpin Slalom debout             |                       | 2e manche     | Adam Hall · Arthur Bauchet · Jamie Stanton                 |            |
| 14:35   |                       | Curling                             |                       | Finale        | 6 - 5                                                      |            |
| 14:57   |                       | Ski alpin Slalom assis              |                       | 2e manche     | Dino Sokolovic · Tyler Walker · Frédéric François          |            |

### Médailles du jour
| Rang  | Nation                         | Or | Argent | Bronze | Total |
| ----- | ------------------------------ | -- | ------ | ------ | ----- |
| 1     | Canada                         | 2  |        | 3      | 5     |
| 2     | États-Unis                     | 1  | 3      | 1      | 5     |
| 3=    | Biélorussie                    | 1  |        | 1      | 2     |
| 3=    | Corée du Sud                   | 1  |        | 1      | 2     |
| 5=    | Chine                          | 1  |        |        | 1     |
| 5=    | Croatie                        | 1  |        |        | 1     |
| 5=    | Italie                         | 1  |        |        | 1     |
| 5=    | Japon                          | 1  |        |        | 1     |
| 5=    | Nouvelle-Zélande               | 1  |        |        | 1     |
| 10    | Athlètes paralympiques neutres |    | 2      | 2      | 4     |
| 11=   | France                         |    | 1      | 1      | 2     |
| 11=   | Ukraine                        |    | 1      | 1      | 2     |
| 13=   | Allemagne                      |    | 1      |        | 1     |
| 13=   | Norvège                        |    | 1      |        | 1     |
| 13=   | Slovaquie                      |    | 1      |        | 1     |
| 16    | Autriche                       |    |        | 1      | 1     |
| Total | Total                          | 10 | 10     | 11     | 31    |